# RENFE řada 730
Řada 730 Renfe je španělská bimodální vysokorychlostní jednotka s měnitelným rozchodem, která může být provozována na elektrizovaných tratích s napětím 25 kV 50 Hz i 3 kV ss, a jako dieselelektrická i na neelektrizovaných tratích. Tyto jednotky, které vznikly přestavbou dvousystémových elektrických jednotek řady 130 provedenou konsorciem firem Talgo a Bombardier nesou obchodní označení Talgo 250 Hybrido nebo Talgo 250 H.

## Konstrukce
Každá jednotka se skládá ze dvou čelních hnacích vozů, dvou technických koncových vozů a devíti nízkopodlažních vložených vozů typu Talgo 7. Oba koncové vozy jsou vybaveny 12válcovým dieselovým motorem MTU s generátorem, který napájí prostřednictvím kabelů sousední hnací vůz. Dva napájecí kabely v celé délce jednotky jsou původní, jako na řadě 130, kde slouží k napájení předního vozu stejnosměrným proudem, protože se v pravidelném provozu používá k napájení jednotky pouze sběrač zadního čelního vozu (z hlediska směru jízdy vlaku). V dieselovém provozu je jeden ze dvou kabelů mezi čelním a koncovým vozem využit jako zpětné vedení, takže trakční proud neprochází kolejnicemi.
Ačkoliv se jednotky označují slovem Hybrid, ve skutečnosti se nejedná o hybridní pohon, jelikož zde není žádný zásobník energie. Správné označení by bylo dvouzdrojová jednotka.
Jednotky dosahují na vysokorychlostních tratích na střídavém napájecím systému 25 kV nejvyšší rychlosti 250 km/h, na klasických tratích napájených 3 kV ss 220 km/h a v dieselovém provozu 180 km/h. Jednotky mohou projíždět měničem rozchodu maximální rychlostí 15 km/h.
Jednotky mají 216 míst k sezení ve třídě Turista (2. třída) a 48 v Preferente (1. třída). Vozy 2 a 3 jsou Preferente, vůz 4 je bistrovůz, zbylé vozy jsou Turista. Dvě místa v Preferente jsou přístupná pro invalidní vozíky.

### Přestavba
Jednotky vznikly přestavbou jednotek řady 130 - 130 0xx a nyní jsou označeny jako 730.011 až 730.025).
Při přestavbě byly dosavadní koncové vozy nahrazeny nově postavenými technickými koncovými vozy. Dále musely být upraveny hnací vozy pro napájení z dieselagregátů a pro změnu trakce. Kouřová požární čidla na čelních vozech byla vyměněna za teplotní, aby nedocházelo k falešným poplachům při nasátí výfukových plynů. 

## Vznik a vývoj

### Objednání
V červnu 2009 poprvé uveřejnil španělský ministr dopravy José Blanco López záměr pořídit dvouzdrojové vysokorychlostní jednotky pro nasazení mezi galicijskými městy Santiago de Compostela a Vigo. Dne 29. prosince bylo zveřejněno podepsání smlouvy mezi RENFE a konsorciem Talgo a Bombardier na přestavbu 15 jednotek řady 130 RENFE v celkové ceně přes 73 milionů Euro.

### Provoz
Jednotky zahájily zkušební provoz v létě roku 2011.Od 17. června 2012 zahájily pravidelný provoz na relacích Madrid – Galicie a Alicante - Galicie

#### Nehoda 24. června 2013
Dne 24. července 2013 vykolejil spoj Alvia 4155 Madrid - Ferrol vedený jednotkou 730 012. K neštěstí došlo ve 20:42 v oblouku cca 3 km před stanicí Santiago de Compostela. Jednotka byla zcela zničena a nejméně 79 cestujících zahynulo. Bezprostřední příčinou vykolejení byla vysoká rychlost v oblouku, který navazuje na vysokorychlostní úsek.